# گرادینگ گیر گیمز
گرادینگ گیر گیمز (انگلیسی: Grinding Gear Games) شرکت بازی ویدئویی نیوزیلندی است، که در سال ۲۰۰۶ تأسیس شد.